# Manitou (Oklahoma)
Manitou – miejscowość w Stanach Zjednoczonych, w stanie Oklahoma, w hrabstwie Tillman.